# A.J. Lanterman

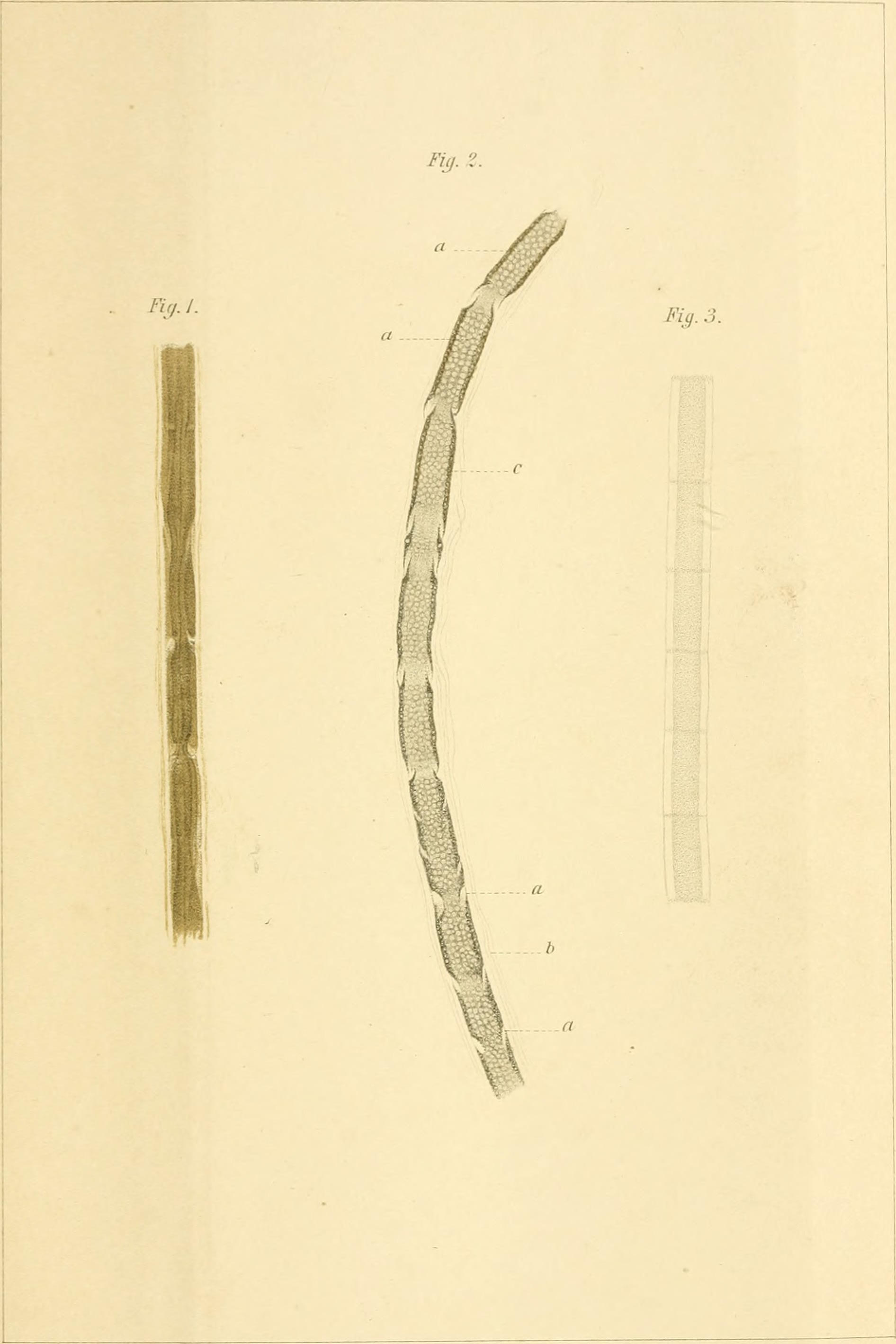
Ilustracja z pracy Lantermana (1877) przedstawiająca włókna nerwowe wybarwione solami osmu

A.J. Lanterman, Ai John Lanterman (ur. 15 lutego 1844, zm. 2 grudnia 1898 w Salidzie) – amerykański lekarz, pamiętany za opis tzw. wcięć Schmidta-Lantermana.

## Życiorys
Jego rodzicami byli German Lanterman (1814–1889) i Sallie Ann Woods (zm. 1913). Miał siostrę Florence, zamężną Foster (1843–1873). Uczył się medycyny w Ann Arbor i na Columbia University College of Physicians and Surgeons, studia ukończył w 1868. W 1874 roku uzupełniał studia w Strasburgu w pracowni Heinricha Waldeyera. Łącznie w Europie spędził sześć lat. Potem praktykował w hrabstwie Mahoning, skąd przeniósł się w 1878 do stanu Kolorado, hrabstwa Chaffee, gdzie obok praktyki lekarskiej inwestował w kopalnie złota i srebra. W 1886 roku wykazany był jako lekarz praktykujący w Buena Vista w Kolorado. Zmarł w Salidzie, pochowany został na  Mt. Olivet Cemetery w Buena Vista. Nie założył rodziny.
Niezależnie od Henry′ego D. Schmidta z Nowego Orleanu opisał wcięcia osłonki mielinowej, określane dzisiaj jako wcięcia Schmidta-Lantermana.

## Prace
- Bemerkungen über den feineren Bau der markhaltigen Nervenfasern. Vorläufige Mittheilung. Centralblatt für die medizinischen Wissenschaften 12, ss. 706–709, 1874
- Ueber den feineren Bau der markhaltigen Nervenfasern[8]. 1877